# Circolo Nautico Posillipo 1988-1989
Questa voce raccoglie le informazioni riguardanti il Circolo Nautico Posillipo nelle competizioni ufficiali della stagione 1988-1989.

## Rosa
| N° |                   | Ruolo | Giocatore                      |
| -- | ----------------- | ----- | ------------------------------ |
|    | Italia (bandiera) | P     | Maurizio De Gennaro            |
|    | Italia (bandiera) | P     | Antracite Lignano              |
|    | Italia (bandiera) |       | Stefano Postiglione (Capitano) |
|    | Italia (bandiera) |       | Antonello Postiglione          |
|    | Italia (bandiera) |       | Massimo Fiorentino             |
|    | Italia (bandiera) |       | Piero Fiorentino               |
|    | Italia (bandiera) |       | Giuseppe Porzio                |

| N° |                     | Ruolo | Giocatore         |
| -- | ------------------- | ----- | ----------------- |
|    | Italia (bandiera)   |       | Franco Porzio     |
|    | Ungheria (bandiera) |       | György Gerendás   |
|    | Italia (bandiera)   |       | Massimo Galante   |
|    | Italia (bandiera)   |       | Fulvio Di Martire |
|    | Italia (bandiera)   |       | Mario Marsili     |
|    | Italia (bandiera)   |       | Elios Marsili     |